# Мидл Вали (Тенеси)
Мидл Вали (енгл. Middle Valley) насељено је место без административног статуса у америчкој савезној држави Тенеси.

## Демографија
По попису из 2010. године број становника је 12.684, што је 830 (7,0%) становника више него 2000. године.
| Група             | 2000.          | 2010.          |
| Белци             | 11.307 (95,4%) | 11.769 (92,8%) |
| Афроамериканци    | 222 (1,9%)     | 285 (2,2%)     |
| Азијати           | 123 (1,0%)     | 252 (2,0%)     |
| Хиспаноамериканци | 95 (0,8%)      | 215 (1,7%)     |
| Укупно            | 11.854         | 12.684         |